# Даниил (Доровских)
Митрополи́т Дании́л (в миру Александр Григорьевич Доровских; род. 27 декабря 1960, Воронеж) — епископ Русской православной церкви, митрополит Курганский и Белозерский, глава Курганской митрополии, кандидат богословия.
Тезоименитство 30 августа (12 сентября) (благоверного князя Даниила Московского).
Младший брат митрополита Тихона и игумена Серафима.

## Биография
Александр Григорьевич Доровских родился 27 декабря 1960 года в городе Воронеже Воронежской области в рабочей семье, родители были верующими: «Мои родные были практикующими христианами. И в школьные годы я ходил с родителями, а потом уже и сам, без них, в храм, исповедовался, причащался. И это было в детском моём сознании пропитано радостью».
В 1978 году окончил среднюю школу в Воронеже. В 1978—1979 годы работал слесарем-сборщиком в Научно-техническом институте полупроводникового машиностроения (НИИПМ).
В апреле 1979 года был призван в ряды Вооружённых сил СССР. Позднее вспоминал: «Попал я в спецвойска. И увидел военную жизнь изнутри. Понравилась мне она очень — серьёзная, порядочная. Я даже стал подумывать, не стать ли мне военным. Но какое-то сомнение меня изнутри всё-таки подтачивало, что-то угнетало. Неожиданно дали мне отпуск. Приезжаю домой, вхожу в комнату, где висели старинные иконы, и глубоко-глубоко вдыхаю их запах. Меня как бы пронзило. Я бросился в храм, исповедался, причастился. Это было моё первое сознательное пришествие в церковь. В армии тогдашней не было возможности вести церковную жизнь. И вот тут я окончательно понял, что это для меня неприемлемо. Поэтому я в армии не останусь и служить буду в другом месте».
После демобилизации принял решение полностью связать свою жизнь с Русской Православной Церковью, в 1981 году по благословению митрополита Тетрицкаройского Зиновия (Мажуги) поступил в Одесскую духовную семинарию, которую окончил в 1984 году.
В качестве первого послушания был иподиаконом у митрополита Одесского и Херсонского Сергия (Петрова).
О семинарских годах митрополит вспоминает с любовью: «Одесская семинария отличалась теплотой — внутренней, прежде всего, а затем уж, как следствие, внешней. Добротой, открытостью, гостеприимством. Для меня это была единая семья, живущая в доме на берегу моря».
По окончании семинарии в 1984 году поступил в Московскую духовную академию, где принял решение посвятить жизнь монашеству: «У меня был сердечная тяга, я неслучайно ходил каждое утро на братский молебен, с которого в любом монастыре начинается день, и к Преподобному ходил… Но решения окончательного не мог принять и молился: „Господи, вразуми, помоги“. И вдруг подходит ко мне староста нашего курса и мне говорит: „Пойдём прошение писать в монастырь“. — „Кто тебе сказал, что я собираюсь в монастырь?“. — „Ну как же — я слышал. Я шёл мимо, а ты стоял и разговаривал с кем-то о том, что хочешь стать монахом“. Я ни с кем таких разговоров не вёл, староста ошибся. Но у меня сразу возникла мысль: вот она, воля Божия обо мне. И я пошёл вместе со старостой писать прошение».

### Монах и священнослужитель
В марте 1985 года был принят в число братии Свято-Троицкой Сергиевой лавры. По его воспоминаниям, «как пришёл в Лавру, так и пленился ею. Она преображает не только монашествующих, но и светских людей. Я был свидетелем, как в 1987 году в Лавру приехала „железная леди“ Маргарет Тэтчер. Едва она переступила порог этой обители, как просто преобразилась: глаза её буквально светились».
Духовником будущего митрополита Даниила был старец, архимандрит Кирилл (Павлов): «С отцом Кириллом мы через стеночку прожили много лет в Троицкой Лавре. Он всегда говорил, что нужно с трепетом и любовью относиться к уставу, церковным богослужениям и быть в послушании Матери-Церкви».
20 июня 1985 года наместником Лавры архимандритом Алексием (Кутеповым) в Троицком соборе Свято-Троицкой Сергиевой Лавры был пострижен в монашество с именем Даниил в честь преподобного Даниила Московского.
3 июля того же года в Успенском кафедральном соборе Владимира архиепископом Владимирским и Суздальским Серапионом (Фадеевым) рукоположён во иеродиакона.
28 августа 1986 года в Успенском кафедральном соборе Владимира тем же иерархом был рукоположён в сан иеромонаха.
В 1988 году окончил Московскую духовную академию со степенью кандидата богословия.
26 марта 1988 года был возведён в сан игумена.
19 июля 1988 года назначен благочинным Свято-Троицкой Сергиевой лавры. В обязанности благочинного входило распределение послушаний между братией монастыря в обители и за её пределами (в 26 точках, кроме самой Лавры). «Кто поёт, кто читает в храмах Лавры, кто исповедует на ранней Литургии, кто исповедует на поздней, кто служит и так далее. „Личный состав“ обители был на мне. Это бывало очень трудно, потому что где люди — там и искушения. Старец схиархимандрит Серафим, которого я часто навещал в Липецкой епархии, сказал, что послушание тяжёлое, не по годам, но „ты смиряйся, Господь и преподобный Сергий тебе помогут“», — вспоминал впоследствии митрополит Даниил.
29 декабря 1989 года был возведён в сан архимандрита.

### Епископ Южно-Сахалинский и Курильский
6 октября 2001 года решением Священного Синода Русской православной церкви архимандриту Даниилу определено быть епископом Южно-Сахалинским и Курильским.
10 ноября 2001 года в храме во имя Всех святых, в Земле Российской просиявших, Патриаршей резиденции в Даниловом монастыре, в Москве, было совершено наречение архимандрита Даниила во епископа Южно-Сахалинского и Курильского.
11 ноября 2001 года в кафедральном соборном храме Христа Спасителя состоялась его епископская хиротония, которую совершили: Патриарх Алексий II, митрополит Крутицкий и Коломенский Ювеналий (Поярков), митрополит Солнечногорский Сергий (Фомин), митрополит Волоколамский и Юрьевский Питирим (Нечаев), архиепископ Истринский Арсений (Епифанов), архиепископ Венский и Будапештский Павел (Пономарёв), епископ Орехово-Зуевский Алексий (Фролов), епископ Хабаровский и Приамурский Марк (Тужиков), епископ Дмитровский Александр (Агриков).
Прибыв к месту служения, столкнулся со значительными проблемами, препятствовавшими развитию церковной жизни в регионе: отсутствие глубоких церковных традиций на Сахалине, где большую часть советского периода не было действующих храмов, а первый открылся только в 1989 году: «здесь по приезде меня окружили совсем другие люди, тоже добрые, верующие, искренние, но ничего не знающие о Православии»; бедность и депрессивность региона: «таких страшных подъездов, как на Сахалине, я нигде не видел»; тяжёлый климат; острая нехватка священников и недостаточная подготовленность уже имевшихся — удалённость от Москвы и финансовые трудности не позволяли духовенству получать духовное образование, а выпускники семинарий практически не приезжали служить на Сахалин; острая нехватка активных мирян — «не сформировалась мощная прослойка православной общественности», в том числе из-за постоянного оттока экономически активного населения с острова; практически полное отсутствие полноценных храмовых зданий — приходы располагались во переоборудованных под храмы помещениях; неразвитость транспортной инфраструктуры: «асфальтировано лишь сто километров [дорог]. <…> До дальних приходов не только не доедешь — не долетишь, но и по телефону, бывает, не свяжешься», особенно трудно было попасть на Курилы; дороговизна доставки строительных материалов на остров (на Сахалине они не производились) и необходимость делать здания сейсмоустойчивыми, что повышало стоимость их возведения в несколько раз по сравнению с материком; острая недостаточность финансовых средств и отсутствие внешних дотаций.
Особую угрозу представляли многочленные секты, которые отличались крайне высокой активностью на Сахалине и хорошо финансировались из-за рубежа; по оценкам епископа Даниила во второй половине 2000-х годов Сахалин за год посещало порядка 200 иностранных миссионеров, главным образом из Южной Кореи и США. Часто эти секты имели антироссийскую направленность. По словам епископа Даниила: «в избытке молельные дома баптистов, пятидесятников, иеговистов, куда сахалинцы ходят ради куска хлеба. Их возят туда на шикарных автобусах. После зловредных сеансов людей кормили, да подарки дарили: финансовые возможности у сектантов немалые: десятки тысяч долларов ежегодно поступают из-за рубежа на содержание 150 миссионеров. Для сравнения скажу, что за 2002 год на Сахалин приехало всего… три православных миссионера. Молельные дома их построены основательно, с размахом. А мы под храмы получили самые плохие здания».
В упадке на тот момент по воспоминаниям епископа Даниила находилась фактически и сама Южно-Сахалинская и Курильская епархия: «Работали здесь по вахтовому методу — приехал, поработал три года и уехал. Дух временщичества был не только в городе, но и, к сожалению, в епархиальном управлении. <…> У епархии на тот период долгов было более чем достаточно <…> Удалённость, неверие в развитие духовности и культуры на островах, которое читалось даже в глазах священнослужителей. После первого собрания духовенства я понял, что ко мне относятся несерьёзно. Многие думали, что Сахалин для меня что-то вроде „трамплина“, и через некоторое время я уеду обратно».
Одним из первых своих указов отменил плату за крещение и за венчание, распорядившись ограничиваться лишь пожертвованиями. По его инициативе в епархии не повышались цены на свечи, несмотря на инфляцию — все эти меры связаны с бедностью большинства прихожан. В 2002 году организованы епархиальные курсы по подготовке псаломщиков, руководителей церковных хоров и преподавателей воскресных школ. Предпринял меры по расширению Воскресенского кафедрального собора, достроив к нему трапезную и колокольню, притвор. Был открыт домовый храм во имя великомученика Пантелеимона при Сахалинской областной больнице (2002). В октябре 2003 года у епархии появился сайт. При епархиальном миссионерском отделе было создано «Братство Александра Невского», занимавшееся молодёжным и православно-патриотическим служением. С 2005 года братством стал проводиться ежегодный летний молодёжный православный лагерь в селе Дуэ. В 2004—2009 годы на Сахалине действовал Центр Дистанционного обучения ПСТГУ. Появление филиала ПСТГУ позволило отчасти восполнить недостаток духовного образования клириков и мирян. Кроме того приезжавшие из Москвы студенты ПСТГУ привлекались к миссионерским и образовательным программам Епархии, участвовали в работе воскресных школ действующих при приходах и воинских частях, принимают участие в различных церковных мероприятиях. Епархия старалась заниматься и социальным служением, хотя собирать для этого средства приходилось с трудом.
В условиях когда Япония регулярно требовала от России передать ей Южнокурильскую гряду и велись разговоры о удовлетворении этих требований, активно выступал за сохранение Южных Курил в составе России, в том числе подписал 6 декабря 2004 года письмо к президенту России Владимиру Путину семи дальневосточных архиереев Русской православной церкви, в котором выражалась «обеспокоенность возможной передачей Японии островов Малой Курильской гряды» и содержалось требование «повлиять на пересмотр позиции государственной власти по данному вопросу». По его инициативе в 2003 году построили храм благоверного князя Даниила Московского в Малокурильском на острове Шикотан, в 2004 году — храм великомученика Георгия Победоносца в селе Горячие Ключи на острове Итуруп и в 2007 году — часовню во имя благоверного князя Александра Невского в посёлке Горячий Пляж на острове Кунашир — территориях, на которые претендует Япония. Также в 2007 году установили Памятник святителю Николаю Чудотворцу на пограничной заставе острова Танфильева. Они стали своеобразными символами российского присутствия на этих островах.
Будучи убеждённым сторонником активизации миссионерской деятельности Русской православной церкви в условиях конкуренции с протестантскими проповедниками, обладающими значительными финансовыми возможностями, стал активно рассказывать о своей епархии, бывая за её пределами, и содействовать приезду на остров как православных миссионеров, так и вообще православных людей самых разных профессий: «нам сейчас особенно важно, чтобы приезжали православные миряне. <…> Для нас очень важно, когда приезжает, например, директор школы, где введены основы православной культуры, и со своими коллегами начинает говорить на профессиональном языке. Приезжает к нам интересный, авторитетный врач, я веду его в областную больницу, и он там начинает с медиками говорить на общем для них языке. И мне очень приятно, что нашу боль, наши трудности сейчас могут разделить не только священнослужители, но и миряне». На Сахалин приезжали историк В. Л. Махнач, миссионер диакон Андрей Кураев, группа «Братья Карамазовы», Константин Кинчев, профессорско-преподавательский состав ПСТГУ. Было налажено сотрудничество с Фондом Андрея Первозванного, по линии которого на Сахалин приезжали врачи, священники, деятели культуры, артисты. Регулярно стал выступать с лекциями эксперт по тоталитарным сектам, профессор ПСТГУ Александр Дворкин. При этом епископ Даниил отмечал, что кроме вышеперечисленных факторов, миссионерской деятельности препятствовало отсутствие на Сахалине значимых памятников православной культуры и православных святынь: «мы находимся как бы на „протестантских“ позициях. На острове нет наглядных примеров нашей православной истории <…> Нет возможности осязать, реально прикоснуться к русской церковной культуре, и поэтому мы ведём проповедь фактически только с Библией в руках». Проводил миссионерские богослужения, на которых часто использовал наряду с церковнославянским и русский язык
Старался по мере сил укреплять связь Сахалина с остальной Россией, население которого «было искусственно оторвано от всей России высокими транспортными тарифами и невниманием нашего руководства к Дальнему Востоку». Начиная с 2004 года епархия стала организовывать или принимать участие в различных научно-практических и культурно-просветительских конференциях; для участия в них на Сахалин приглашались верующие специалисты различных областей (см. выше). В августе 2004 года состоялось принесение преподобномучениц Великой княгини Елизаветы и инокини Варвары в Южно-Сахалинск, которое стало всегородским торжеством. С 2004 года на Сахалин стали доставлять благодатный огонь из Иерусалима. В апреле 2006 года было достигнуто соглашение с Издательским советом Московского патриархата об издании на Сахалине газеты «Церковный вестник» с региональным приложением в 4 полосы, где публиковались сахалинские журналисты. Организовывались паломнические поездки в материковую Россию. В то же время не поощрял отъезд населения в материковую часть страны: «Мы, православные, не имеем права покидать эту землю. Покинуть — значит отдать кому-то ещё».
Принял решение строить Духовно-просветительский центр при Воскресенском соборе Южно-Сахалинска для обеспечения функционирования миссионерской и просветительской деятельности Южно-Сахалинской епархии. Такой центр «даст больше, чем десять построенных храмов. Мы должны выйти из храма, но где с людьми встречаться? У нас нет места. В соборе нет места. Нужно читать лекции, проводить беседы, просто попить с людьми чаю». Проектирование здания началось в декабре 2006 года, в ноябре 2009 года завершилось строительство, а 3 марта 2010 года состоялось его открытие.
С 20 по 23 сентября 2010 года состоялось первое в истории епархии её посещение Патриархом Московским и всея Руси. Патриарх Кирилл совершил всенощное бдение и Божественную литургию в Воскресенском кафедральном соборе Южно-Сахалинска, принял участие в церемонии открытия епархиального Духовно-просветительского центра и благословил строительство нового кафедрального собора Южно-Сахалинской епархии, посетил Покровский мужской монастырь и храм Вознесения Господня в городе Корсакове и храм Николая Чудотворца в Южно-Сахалинске. По словам епископа Даниила этот приезд воспринимался им как «подведение итогов деятельности епархии за всё время её существования».
По состоянию на 2009 года действовало 52 прихода; в 20 приходах были открыты воскресные школы для детей и взрослых, на 29 приходах — православные библиотеки. Несмотря на достигнутые результаты, епископу Даниилу не удалось решить многие проблемы своей епархии за время управления ей. Как он отмечал в интервью Журналу Московской Патриархии вскоре после визита Патриарха: «Людям здесь жить очень трудно. Сказывается суровый климат и нестабильная экономическая ситуация. Многие города приходят в упадок и получают статус посёлков. А посёлки в свою очередь становятся сёлами. <…> У нас нет такого количества святых мощей и древних икон, как на материке. У людей нет чувства сопричастности к Вселенскому Православию, они очень болезненно ощущают свою замкнутость, оторванность от остального мира». По-прежнему не хватало деятельных мирян. По-прежнему были очень активны различные секты, а саму Южно-Сахалинскую епархию он сравнивал с пограничной заставой, «задача которой состоит в том, чтобы задержать противника, до тех пор пока не подойдут основные силы».

### Митрополит Архангельский и Холмогорский
24 декабря 2010 года решением Священного Синода назначен на Архангельскую кафедру. При этом епископом Южно-Сахалинским и Курильским избран его брат архимандрит Тихон (Доровских).
Значительной трудностью при вступлении митрополита Даниила в должность на Архангельскую кафедру было тяжёлое материальное положение Церкви на Русском Севере. Прибыв в Архангельск, отметил сходство между Сахалинской и Архангельской епархиями: «И на Сахалине, и у нас суровые снежные зимы. И там, и там граница, окраина Российской державы. Но на Сахалин, в отличие от Поморья, в советское время никого не ссылали». И для Сахалина, и для Архангельска актуальны схожие проблемы: тяжёлый климат, сложные условия жизни и труда, непростая экономика, стабильный отток деятельного, молодого и образованного населения: «Архангельск — город депрессивный, с нечеловеческими условиями существования, с до сих пор отсутствующей программой по замене ветхого жилья». Средств не было «даже на то, чтобы купить стихарь пономарю», «крысы по епархиальному управлению бегали». Многие храмы, находились в состоянии, близком к аварийному: «Где купола обветшали, где крыши текут». Состояние кровли Ильинского собора требовало срочного ремонта. Комиссии, приглашённые для оценки необходимых работ, обращали внимание на серьёзную опасность, которая может возникнуть, если в дальнейшем храм останется без капитального ремонта. Уровень заработной платы священников был критически низким, не было единого епархиального склада для обеспечения приходов всем необходимым: «Серьёзная проблема и в том, что и средств на всё не хватает. На Сахалине я привык так: приходит священник, дали ему книг — он распространяет, порой и бесплатно. Кому-то рясу пошили, кому-то утварь заказали. Здесь же священник пришёл, а я ничем не могу ему помочь, потому что ничего у меня в епархии нет». Кроме нехватки финансов, необходимых на текущее обеспечение епархии, имелись и долги. Сложившаяся ситуация, безусловно, имела угнетающее воздействие на общий настрой среди священнослужителей и паствы: многие не видели перспектив для достойной жизни и планировали сменить место служения. Таким образом, одним из приоритетных направлений работы архипастыря становится взаимодействие с епархиальным духовенством. Вводятся регулярные заседания Епархиальных советов, для налаживания эффективной просветительской работы в епархию приглашают опытных и образованных священников из других регионов: «Я приехал в Архангельск и увидел, что здесь ситуация, как и на Сахалине. Много приезжих. И понятно, что многие из них хотят домой. Я всем говорю: побудьте немножко и ступайте. Но те батюшки, которых я здесь встретил — я почувствовал в них огромную поддержку и силу. У нас сформировалась команда, тесное общение, возникла правильная модель жизнедеятельности епархии. А правильная модель — это соборность, церковный совет. Есть сопричастность, батюшки чувствуют себя вовлечёнными в процесс».
Одной из важнейших задач, которую поставил Патриарх Кирилл перед епископом Даниилом было строительство в Архангельске кафедрального собора в честь Архистратига Божия Михаила. Необходимость этого была вызвана тем, что в советское время были снесены оба городских собора — Троицкий (1929) и Михаило-Архангельский (1931), в связи с чем функцию архиерейской кафедры несла небольшая кладбищенская церковь в честь пророка Илии. Собор в честь небесного покровителя Архангельска, Архистратига Божия Михаила был заложен ещё в 2008 году, но строительство фактически стояло на месте: был освящён закладной камень, забиты сваи и частично положены плиты, дальнейшее строительство приостановилось: «Прежний архипастырь 15 лет жил в Архангельске, всех знал, прикладывал максимум усилий, но стройка всё равно не шла. А я — человек новый. Когда приехал, я, честно говоря, испугался. Собор для Архангельска — это грандиозный проект. У меня остался только один беспроигрышный вариант — молитва, сколько есть сил. На службах я всё время просил Бога: „Господи, сделай всё необходимое не ради меня, а ради этого святого места, потому что это особая земля!“». Одной из важных задач митрополита Даниила стал непосредственный контакт с людьми, донесение до верующих горожан мысли о том, что собор — это не только и не столько здание, сколько место собрания, соединения людей для предстояния Богу. В диалогах с высокопоставленными лицами епископ Даниил неоднократно утверждал, что город без кафедрального собора — это «город без лица». Вопреки изначальной нехватке средств, проект будущего собора был значительно скорректирован и расширен: если изначально храм был рассчитан на 300—400 человек, то к моменту завершения работ стал способен вмещать до трёх тысяч человек. С февраля 2011 года началось активное возведение стен. Проект предусматривал создание верхнего и нижнего храмов, есть пространства для проведения конференций, выставок и культурных событий, предусмотрена комната матери и ребёнка с онлайн-трансляцией службы. Неоднократно подчёркивал, что собор — это социальный объект. 12 сентября 2011 года менее, чем через год после вступления епископа Даниила в должность предстоятеля Архангельской епархии, совершил первую Божественную литургию отслужена в строящемся кафедральном соборе. По состоянию на 2019 год все основные строительные работы по возведению собора завершены. Ведётся внутренняя и внешняя отделка храма, открытие которого запланировано на 2020 год.
27 декабря 2011 года по прошению епископа Даниила Священный Синод Русской православной церкви выделил из Архангельской епархии 2 новые: Котласскую и Нарьян-Марскую епархии, при этом все три епархии были включены в состав новообразованной Архангельской митрополии, в связи с чем 8 января 2012 года в Успенском соборе Московского Кремля патриархом Кириллом был возведён в сан митрополита. Назвал создание новых епархий «жизненно необходимым» решением — создание новых епархий придаёт окраинам повышенный статус, позволяет точнее координировать служение Церкви на отдалённых территориях, уделять больше внимания вверенной пастве: «На Сахалине я несколько раз в году бывал во всех приходах. Знал священников и прихожан, их проблемы. Здесь так работать не получается. Все поездки очень сложные. Вот и сейчас мне до Каргополя ехать около 600 километров. Дорога трудненькая, и это всё моя епархия. Вспоминаю, как в 2011 году я поехал из Москвы в Воронеж, на свою родину. Владыка Сергий пригласил на освящение собора. Еду: Московская область — одна епархия, Тульская — вторая, Липецкая — третья, Воронеж — четвёртая. 500 километров дороги — четыре епархии. А здесь — 600 километров всё одна епархия». В 2017 году из Архангельской епархии была выделена Плесецкая епархия и также включена в состав Архангельской митрополии.
Внутри епархии создаются новые благочиния и проводятся границы приходов, так, «чтобы сами священнослужители чётко понимали, какие деревни к какому приходу относятся», и люди, живущие вдалеке от крупных городов, не были оставлены без духовного попечения. Таким образом эффективнее реализуется окормление паствы в самых отдалённых населённых пунктах региона. С целью просвещения людей устанавливает обязательное дежурство священников в храмах и вводит обязательное оглашение перед крещением.
Особое внимание митрополит уделяет восстановлению пробелов в социальном служении и образовании: «У нас нет ни одной православной гимназии. Нет церковного реабилитационного центра для наркоманов и других зависимых. Почему он должен быть при Церкви? А чем отличается сестра милосердия от обычной медсестры? Первая понимает, что перед ней лежит не просто старый и больной человек, а образ Божий». По благословению архиерея открыт епархиальный центр изучения и сохранения памяти новомучеников и музей пострадавших за веру в годы репрессий.
После обращения митрополита Даниила Патриарх Кирилл утверждает празднование собора Архангельских святых. «Появление Собора святых, в земле Архангельской просиявших, — значительное духовное событие. Это результат более чем семилетней работы епархиальной комиссии по канонизации святых. Неслучайно празднование установлено 1 ноября — в день рождения праведного Иоанна Кронштадтского и накануне дня памяти святого отрока Артемия Веркольского — двух небесных покровителей нашего края».
Благословением митрополита Даниила дважды обновлён официальный сайт Архангельской епархии, началось издание «Вестника Архангельской митрополии», запущено православное интернет-телевидение и передачи на региональном радио и телевидении. Епархиальная пресс-служба получила гран-при на международном фестивале «Вера и слово» в 2012 году, а также заняла II место в 2018 году конкурсе лучших епархиальных страниц в сети «ВКонтакте». Митрополит Даниил отмечает актуальность и востребованность миссии в сети интернет, в особенности в социальных сетях, популярных среди молодёжи. По мнению архипастыря, «священники должны открыто присутствовать в сетевом пространстве, быть готовыми ответить на вопросы, при этом не забывая о своём пастырском достоинстве».
Трудами митрополита совершена капитальная реконструкция Ильинского кафедрального собора. Начались богослужения в новых храмах Архангельска: в честь Новомучеников и исповедников Церкви Русской и в честь блаженной Матроны Московской. Освящён храм во имя Новомучеников и исповедников Церкви Русской в Иоанно-Богословском женском монастыре в д. Ершовка Приморского района Архангельской области. Также освящены храм в честь святителя Николая Чудотворца на Княжестрове, воинская церковь во имя равноапостольного великого князя Владимира в Северодвинске. В Антониево-Сийской обители был возведён монастырский храм в честь святого мученика царя Николая и восстановлена Свято-Духовская церковь в Емецке. Ведётся восстановление полностью разрушенного Преображенского морского собора в Соломбале.
В 2012 году по обращению митрополита Даниила Священный Синод Русской Православной Церкви постановил возродить женский Иоанновский монастырь в Суре — на родине святого Иоанна Кронштадтского. А в 2015 году по приглашению главы Архангельской митрополии Святейший Патриарх Московский и всея Руси Кирилл возглавил торжества по случаю 25-летия прославления праведного Иоанна Кронштадтского в лике святых и совершил Божественную литургию в Сурском монастыре.
В годы служения митрополита Даниила в Архангельске широко развёрнута образовательная деятельность епархии: ежегодными и традиционными становятся крупные образовательные конференции, Иоанновский форум, Рождественские чтения, Войно-Ясенецкие чтения, Северные детские чтения и другие. Личным попечением митрополита Даниила подготовлена к открытию первая в регионе православная общеобразовательная школа, которая будет носить имя благоверного князя Александра Невского.
Большое значение митрополит Даниил придавал эффективному взаимодействию с представителями региональной власти, общественными и патриотическими организациями. В конце 2016 года в Архангельске проходит Учредительное собрание регионального отделения Всемирного Русского Народного Собора. Митрополит Даниил возглавляет Архангельское отделение Императорского православного палестинского общества (ИППО) и входит в состав местного отделения Общества развития Русского исторического просвещения «Двуглавый орёл».
По инициативе митрополита Даниила в Архангельск приглашались известные гости из других регионов. В разные годы в епархии состоялись выступления миссионеров протоиерея Андрея Ткачёва, протоиерея Олега Стеняева, священника Георгия Максимова, профессоров ПСТГУ Александра Дворкина, Бориса Филиппова и Виктора Леги, византолога Алексея Величко, профессоров Московской духовной академии Алексея Светозарского и Владимира Кириллина, главного редактора портала «Богослов.ru» протоиерея Павла Великанова, преподавателя Московской духовной академии иеромонаха Симеона (Мазаева), философа, главы интеллектуального клуба «Катехон» Аркадия Малера, религиоведа, руководителя правозащитного центра Всемирного Русского Народного Собора Романа Силантьева, руководителя центра кризисной психологии при Патриаршем подворье храма Воскресения Христова Михаила Хасьминского и многих других лекторов.
Активно развивал сотрудничество епархии с Северным Арктическим федеральным университетом и Северным государственным медицинским университетом. По его благословению в САФУ был возрождён исторический храм-читальня в честь святого Иоанна Богослова и запланировано открытие домового храма в честь святителя Луки в СГМУ.
В период с 2010 по 2018 год совершено более 40 священнических хиротоний.

### Митрополит Курганский и Белозерский
30 августа 2019 года решением Священного Синода Русской православной церкви назначен митрополитом Курганским и Белозерским, главой Курганской митрополии. Михаил Насонов, пресс-секретарь Архангельской епархии, рассказал «URA.RU», что митрополит Даниил воспринял назначение в Курган с юмором. «Первое, что он сказал: „Слава Богу за всё“. А второе: „Я духовный пограничник. Сначала я был на восточной границе нашей страны, потом меня перевели на северную, теперь на южную. Осталось только побывать на западной“». 2 сентября в Ильинском кафедральном соборе Архангельска отслужил последнюю литургию. В своей речи признался в любви к Северу и попросил у всех прощения. В СМИ отмечалось, что перевод митрополита Даниила мог быть связано с негативной реакцией на строительство мусорного полигона в Шиесе.
8 сентября отслужил первую литургию в Александро-Невском кафедральном соборе. В интервью курганскому изданию «Новый день» митрополит Даниил сказал, что «Для меня есть лишь один критерий: следование воле Божией, без которой, по слову Евангелия, и волос с нашей головы не упадёт. Господь решил, что мне сейчас нужно быть здесь — на Курганской земле. Друзья меня в шутку называют „заслуженным пограничником“. На восточной и северной границах нашей страны я служил 18 лет, теперь пришла очередь южной границы. В первую очередь мы должны заниматься духовным просвещением народа, чтобы донести слово Божие до сердец человеческих». Также он отметил, что «со мной согласились приехать три священника и один диакон, и ещё несколько помощников-мирян. Опираться в своём служении я намерен на местных священнослужителей».
Как написал Regnum, «В Курганской области отмечают, что владыке Даниилу хватило буквально нескольких дней, чтобы расположить к себе православных. О нём хорошо отзываются и политики, и представители бизнеса, и обычные прихожане». Одними из первых решений митрополита Даниила на новой кафедре стала отмена «фиксированных пожертвований» на очные отпевания и введение обязательных огласительных бесед перед крещением.

## Награды

### Церковные
- Орден благоверного князя Даниила Московского II степени, 27 декабря 2020 года, во внимание к усердному служению и в связи с 60-летием со дня рождения[100]
- Орден Преподобного Серафима Саровского II степени, сентябрь 2010 года, во внимание к усердным архипастырским трудам и в связи с 25-летием служения в священном сане[101]
- Медали преподобного Сергия Радонежского I и II степеней
- Медаль в честь Албазинской иконы Божией Матери

### Государственные
- Орден Дружбы, 15 ноября 2005 года, «За заслуги в развитии духовной культуры и укреплении дружбы между народами»)[102]
- Серебряная медаль «За вклад в развитие уголовно-исполнительной системы России», июнь 2019 года[103]
- Благодарственное письмо Президента Российской Федерации, июль 2018 года[104]

## Семья
- Брат Дмитрий Григорьевич Доровских, род. 16 августа 1957 года, 11 июля 2003 года пострижен в монахи с именем Серафим.
- Брат Виктор Григорьевич Доровских, род. 8 апреля 1959 года, 10 апреля 2003 года пострижен в монахи с именем Тихон, с 2019 года — митрополит Орловский и Болховский.

## Публикации
статьи
- Предисловие к Житию преподобного Саввы Крыпецкого // Макарьевские чтения. — Можайск, 2000. — Вып. 11. — С. 200—201.
- Миссионерская деятельность Сахалинской епархии [по состоянию на 2004—2005 гг.] // Миссионерское обозрение. 2005. — № 11 (121). — С. 17-20.
- «Не переставал быть русским» // М. В. Ломоносов и Православие : сборник статей о творчестве М. В. Ломоносова. — М. : Издат. дом «К единству!», 2014. — С. 15-16. — 496 с. — (Русские писатели и православие)
- «А ты сам как думаешь?» // Мы все были у него в сердце: воспоминания об архимандрите Кирилле (Павлове) : [посвящается 100-летию со дня рождения]. — Сергиев Посад: Свято-Троицкая Сергиева лавра, 2019. — C. 35-40

интервью
- «Объективный факт: курильчане хотят жить на своей земле и быть россиянами» Архивная копия от 9 июля 2017 на Wayback Machine // pravoslavie.ru, 17 ноября 2004
- Сахалинские будни Владыки Даниила // Радонеж. 30 ноября 2004
- Епископ ДАНИИЛ: «Нашему народу нужен нравственный стержень!» // официальный сайт Южно-Сахалинской епархии (старый), 04.12.2004
- Курильские острова — неотъемлемая часть православной России Архивная копия от 29 ноября 2018 на Wayback Machine // patriarchia.ru, 25 ноября 2005
- Интервью владыки Даниила для газеты «АИФ Сахалин-Курилы» № 1-2 2006 // официальный сайт Южно-Сахалинской епархии (старый) 25.01.2006
- Жизнь православного Сахалина. Интервью епископа Южно-Сахалинского и Курильского Даниила // «Русская линия». 11.05.2006
- Епископ Южно-Сахалинский и Курильский Даниил: «Мы оказались на этом острове неслучайно» Архивная копия от 13 июля 2007 на Wayback Machine // Церковный вестник. 2007
- Мало храм построить и освятить, надо его ещё и намолить (часть 1) Архивная копия от 13 апреля 2016 на Wayback Machine // журнал «Пастырь», ноябрь 2008; (часть 2) Архивная копия от 21 февраля 2014 на Wayback Machine // декабрь 2008
- К Семнадцатилетию Южно-Сахалинской и Курильской епархии (недоступная ссылка). Интервью Преосвященнейшего епископа Даниила. 23 февраля 2010
- Сахалин — это духовная погранзастава… Интервью епископа Даниила (Доровских) Архивная копия от 16 января 2011 на Wayback Machine // «Журнал Московской Патриархии», № 2011, № 1
- «Левак завозят туда, где нет качественных товаров» Архивная копия от 22 мая 2012 на Wayback Machine // «Невское время», 18 января 2011
- Митрополит Архангельский Даниил: Слово Божие должно быть донесено до каждого населённого пункта Архивная копия от 1 января 2014 на Wayback Machine (2012)
- Митрополит Архангельский Даниил: «Христианин — всегда оптимист. Потому что знает: над нами Господь» Архивная копия от 5 ноября 2012 на Wayback Machine
- Митрополит Архангельский и Холмогорский Даниил Архивная копия от 6 декабря 2013 на Wayback Machine
- Митрополит Даниил: «Я всех вас призываю к миру» Архивная копия от 21 января 2013 на Wayback Machine
- «Епископство — это жертвенное служение Богу и людям» (+ВИДЕО) // pravoslavie.ru, 29 марта 2016 года
- Доверие клириков правящий архиерей заслуживает реальными делами // Журнал Московской Патриархии. 2022. — № 1 — С. 26-32